# باول تان (شاعر)
باول تان (بالإنجليزية: Paul Tan Kim Liang)‏ هو شاعر سنغافوري، ولد في 1970.